# Hugo Cifuentes
Pour les articles homonymes, voir Cifuentes.
Hugo Cifuentes (Otavalo, 1923 - Quito, 2000) est un photographe équatorien.

## Biographie
La renommée de Hugo Cifuentes rayonne dans toute l'Amérique latine.
Il se tourna vers la photographie après des études de dessin et de peinture dans les années 1940 et reçut son premier prix photographique en 1949.
Cifuentes fit partie du groupe VAN (fondé par Enrique Tábara), groupe d'artistes progressistes influencés par le constructivisme russe, le surréalisme et les arts précolombiens. VAN était fortement opposé au système communiste et ses membres recherchaient de nouvelles voies artistiques en restant proches de leurs racines.

## Prix et récompenses
- 1983 : Prix Casa de las Américas

## Expositions personnelles (partielle)
- 1999 : Équateur vu de l'intérieur, Throckmorton, New York
- 1994 : Club Photo, Alianza Francesa, Quito, Équateur
- 1985 : Solidarité avec le Nicaragua, Museo de Arte Latinoamericano, Nicaragua
- 1984 : Cuantro Ensayos Fotográficos, Prix Casa de las Américas

## Référence
- (en) Cet article est partiellement ou en totalité issu de l’article de Wikipédia en anglais intitulé « Hugo Cifuentes » (voir la liste des auteurs).